# アイラ・コレー・アボット
アイラ・コレー・アボット（1824年12月14日 - 1908年10月9日）は、アメリカ合衆国の軍人である。
1861年5月1日に第1ミシガン歩兵連隊の隊長に任命された。 彼は1861年8月7日に自発的に現役を去ったが、1861年9月12日に再入隊した。1862年4月28日に少佐に昇進し、1862年8月30日に中佐に昇進した。アボットはフレデリックスバーグの戦いで連隊を指揮した。1862年12月に彼は負傷した。アボットは1863年3月18日に大佐に昇進した。ゲティスバーグの戦いで連隊はウィリアムS.ティルトン大佐の旅団に所属した。  1863年7月2日[ストーニーシルで南軍の攻撃に直面した。1865年3月13日、アボットは「戦争中の勇気と功績のある奉仕」のために准将に名誉昇進を受け取った。　